# Manuel Cardenal Dominicis
Manuel Cardenal Dominicis (Sevilla, 19 d'agost de 1873 - Madrid, 5 de maig de 1956) va ser un militar espanyol. Va participar en la Guerra de Cuba, va rebre la Gran creu de l'Orde de Sant Hermenegild en 1934 i va romandre lleial a la República durant la Guerra Civil Espanyola.

## Biografia
Va ingressar en l'Exèrcit el 14 d'agost de 1889, encara que l'1 de setembre de 1890 va passar a l'Acadèmia d'Artilleria de Segòvia. Va arribar a participar en la Guerra de Cuba, de la qual va tornar per a conèixer al seu primogènit, Manuel. En 1912, el 19 de juny es va publicar al Diario de Avisos la notícia de la concessió de la «creu blanca del Mèrit Militar, pensionada», quan encara era capità d'Artilleria. Pel gener de 1931 ja ostentava el rang de coronel, arribant a manar el Regiment d'Artilleria de Costa núm. 3 i la segona secció de l'Escola Central de Tir. Va ascendir al rang de general de brigada el 30 de juny de 1934.
Al gener de 1936 va ser nomenat cap de la 1a Brigada d'Artilleria, amb seu a Madrid. Quan es va produir l'esclat de la Guerra Civil seguia al capdavant de la 1a Brigada d'Artilleria, i es va mantenir fidel a la Repúblic, assumint breument el comandament de la I Divisió Orgànica. Va presidir el Consell de Guerra que va jutjar als oficials rebels de Barcelona i va assistir al judici contra els oficials rebels a Madrid. Posteriorment va assumir el lloc de comandant militar de Madrid, on durant algun temps va estar a càrrec de l'artilleria d'aquest front. En la primavera de 1938 va assumir temporalment el comandament del Exèrcit del Centre, en substitució del general José Miaja.
Al final de la contesa va intentar refugiar-se a l'ambaixada de Xile, encara que no ho va aconseguir i finalment va ser fet presoner pels franquistes. Va ser jutjat en consell de guerra i condemnat a mort, encara que aquesta li va ser commutada després d'algunes intervencions a favor seu per part del diplomàtic cubà Ramón Estalella Pujola.
Va morir a Madrid, al domicili del seu fill, el professor Manuel Cardenal Iracheta, el dissabte 5 de maig de 1956, i va ser enterrat al cementiri de l'Almudena. Dos anys després moriria també la seva esposa, María de las Mercedes Iracheta.